# Alexander Halprin

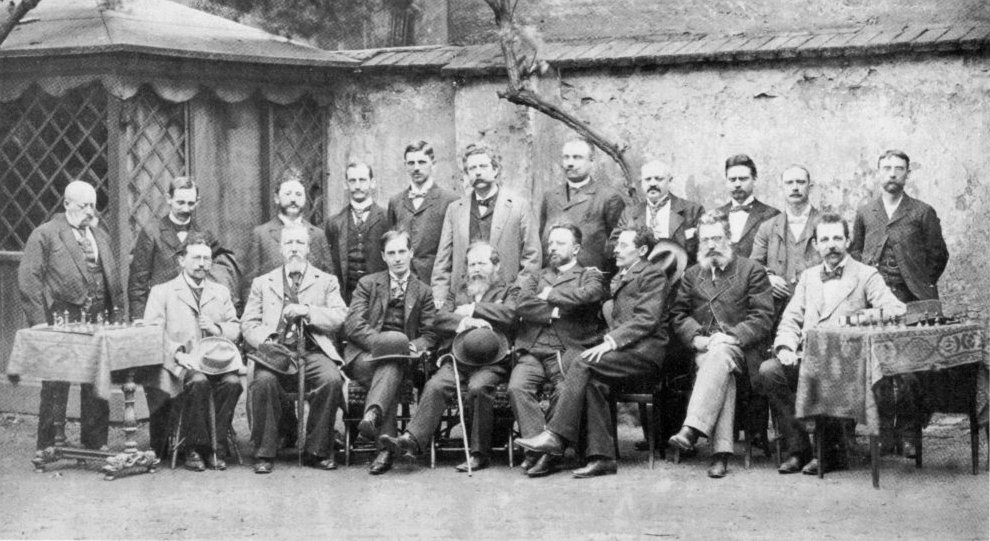
Participants al Torneig d'escacs de Viena de 1898 (Halprin és el novè des de l'esquerra).

Alexander Halprin (Sant Petersburg, 21 de març de 1868 – 20 de maig de 1921, Viena) fou un jugador d'escacs rus i austríac.

## Resultats destacats en competició
Fou 6è al torneig de Viena de 1895/96 (els guanyadors foren Carl Schlechter i Max Weiss), va perdre un matx contra Kalikst Morawski (+ 7 – 2 = 1) a Viena 1896, empatà als llocs 3r-4t a Viena 1897/98 (el campió fou Georg Marco), i participà en el fort Torneig de Viena 1898, Kaiser-Jubiläumsturnier (els campions foren Siegbert Tarrasch i Harry Pillsbury), on tot i que hi fou només 16è, hi va tenir una actuació destacable, ja que es tractava d'un torneig on hi participaven la majoria de millors jugadors mundials del moment. Per exemple, va guanyar les dues partides (era un torneig a doble volta) contra el tercer classificat final, Dawid Janowski i a més, juntament amb Marco, i Hugo Fähndrich fou editor de la Wiener Schachzeitung (publicació d'escacs vienesa), que va publicar suplements que cobrien l'esdeveniment, amb notes sobre la competició i les partides.
Posteriorment, Halprin fou 6è a Viena 1900 (el campió fou Schlechter), i fou 13è a Múnic 1900 (12è DSB Congress, guanyat per Pillsbury, Schlechter i Géza Maróczy).

## Rànquing mundial
El seu millor rànquing Elo s'ha estimat en 2577 punts, 
el juliol de 1898, moment en què tenia 30 anys, cosa que el situaria en 30è lloc mundial en aquella data. Segons chessmetrics, va ser el 25è millor jugador mundial en 3 diferents mesos, entre l'octubre i el desembre de 1899.